# 沖繩國際大學
沖繩國際大學是一所位於日本沖繩縣的私立大學。

## 沿革

### 年表
- 1959年 - 琉球國際短期大學創立。
- 1962年 - 設立國際大學。
- 1972年 - 伴隨沖繩返還，國際大學與沖繩大學的部分學科整併，成立沖繩國際大學。
- 1996年 - 沖繩國際大學短期大學部停招。
- 1997年 - 設立大學院。
- 1998年 - 大學院增設地域產業研究科。
- 2001年 - 文學部改組為綜合文化學部。
- 2003年 - 大學院增設法學研究科。
- 2004年 - 商經學部改組為經濟學部。

## 組織

### 學部
| 法學部 - 法律學科 - 地域行政學科 | 經濟學部 - 經濟學科 - 地域環境政策學科 |

| 產業情報學部 - 企業系統學科 - 產業情報學科 | 綜合文化學部 - 日本文化學科 - 英美語言文化學科 - 社會文化學科 - 人間福祉學科 |

### 大學院
| 地域文化研究科 - 南島文化專攻 - 英美語言文化專攻 - 人間福祉專攻 | 地域產業研究科 - 地域產業專攻 | 法學研究科 - 法律學專攻 |

## 對外關係

### 國內
在日本國內，沖繩國際大學和名城大學、松山大學等六校有合作關係，合作內容包含交換留學及學分互相承認。

### 海外
沖繩國際大學與法國的雷恩第二大學、台灣的東海大學、美國的南猶他大學等14所大學締結有學術交流協定。

## 外部連結
- 沖繩國際大學官方網站（页面存档备份，存于）
- 沖繩國際大學日本文化學科的Facebook專頁